# FUN (émission de télévision japonaise)
FUN, écrit à l'occidentale, est une ancienne émission de variétés télévisée japonaise, diffusée d'octobre 1998 à mars 2004 sur la chaine Nippon Television. Elle est présentée par Masataka Matsutoya (producteur et mari de Yumi Matsutoya), Norika Fujiwara et Kōji Imada.